# Hermesvilla

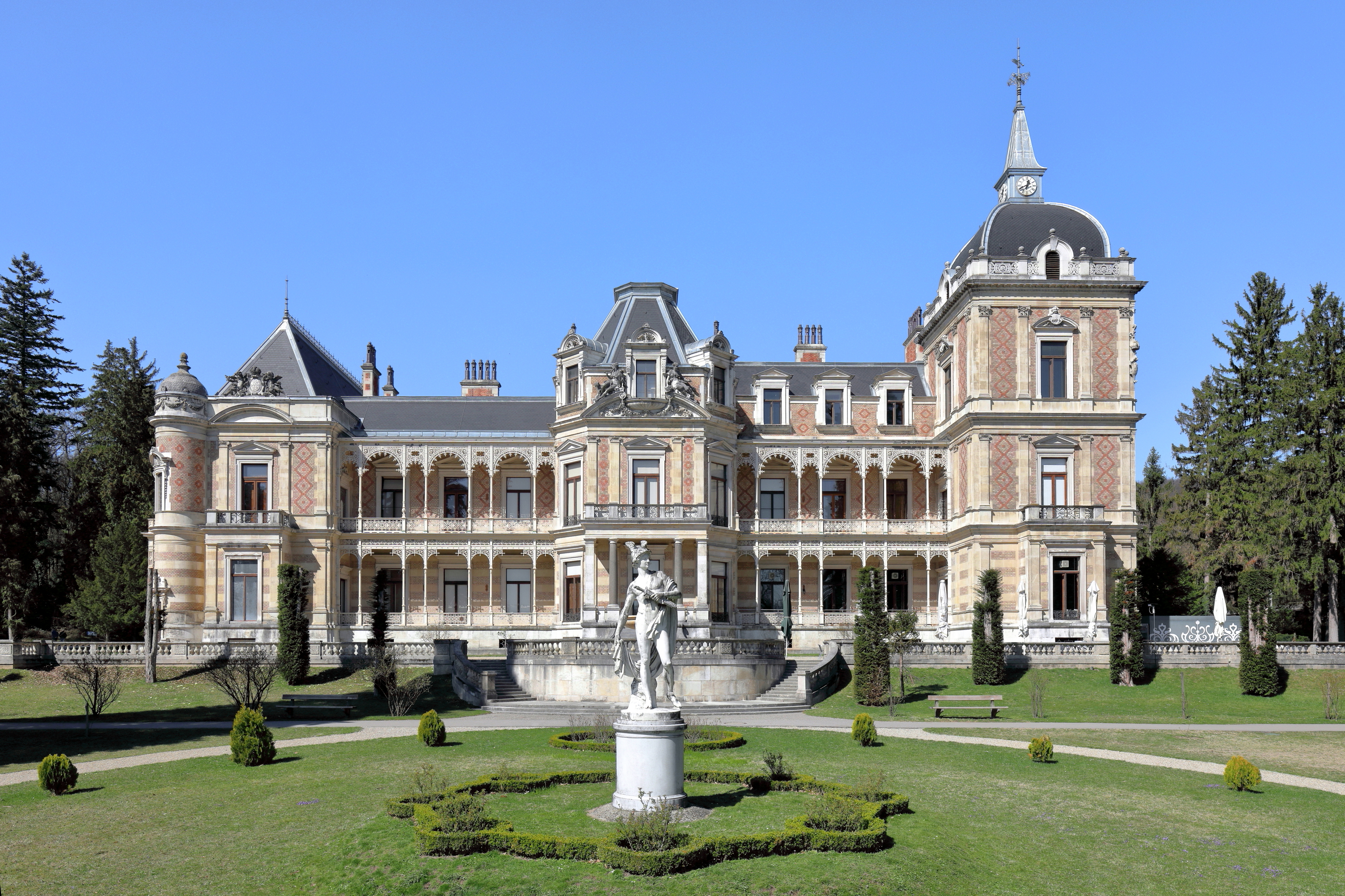
Hermesvilla

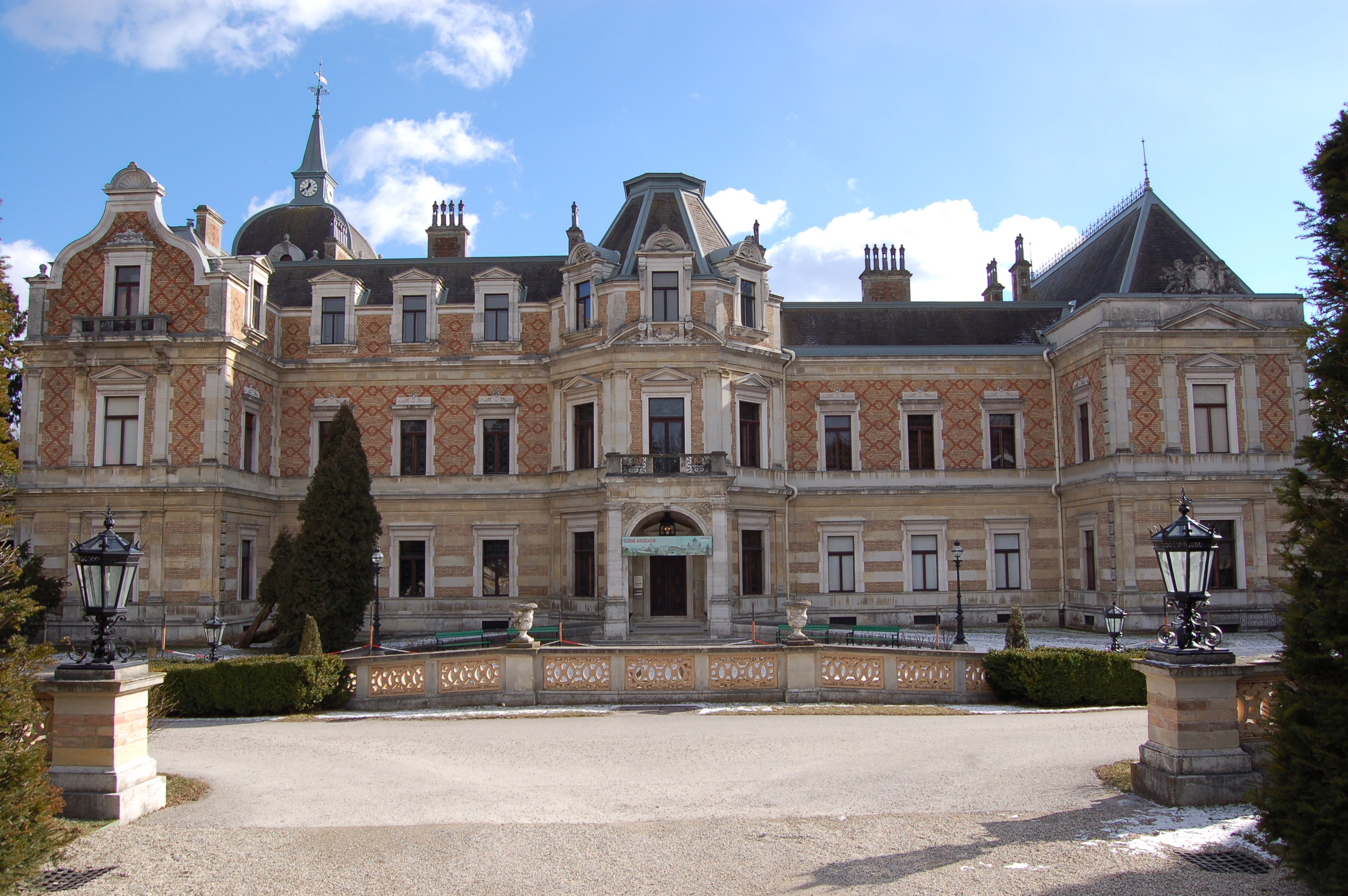
Hermesvilla - fachada principal.

El palacio de Hermesvilla (villa de Hermes), en Viena, fue un regalo del Francisco José I de Austria a su esposa Isabel de Baviera ("Sisi"). Está situado en el Lainzer Tiergarten, una reserva de caza cerrada y hoy también natural, en el distrito decimotercero de Viena. Desde 1971, forma parte del Wien Museum y, aparte de su colección permanente dedicada a la historia del edificio y sus habitantes, el museo lo utiliza para exposiciones temporales.

## Historia

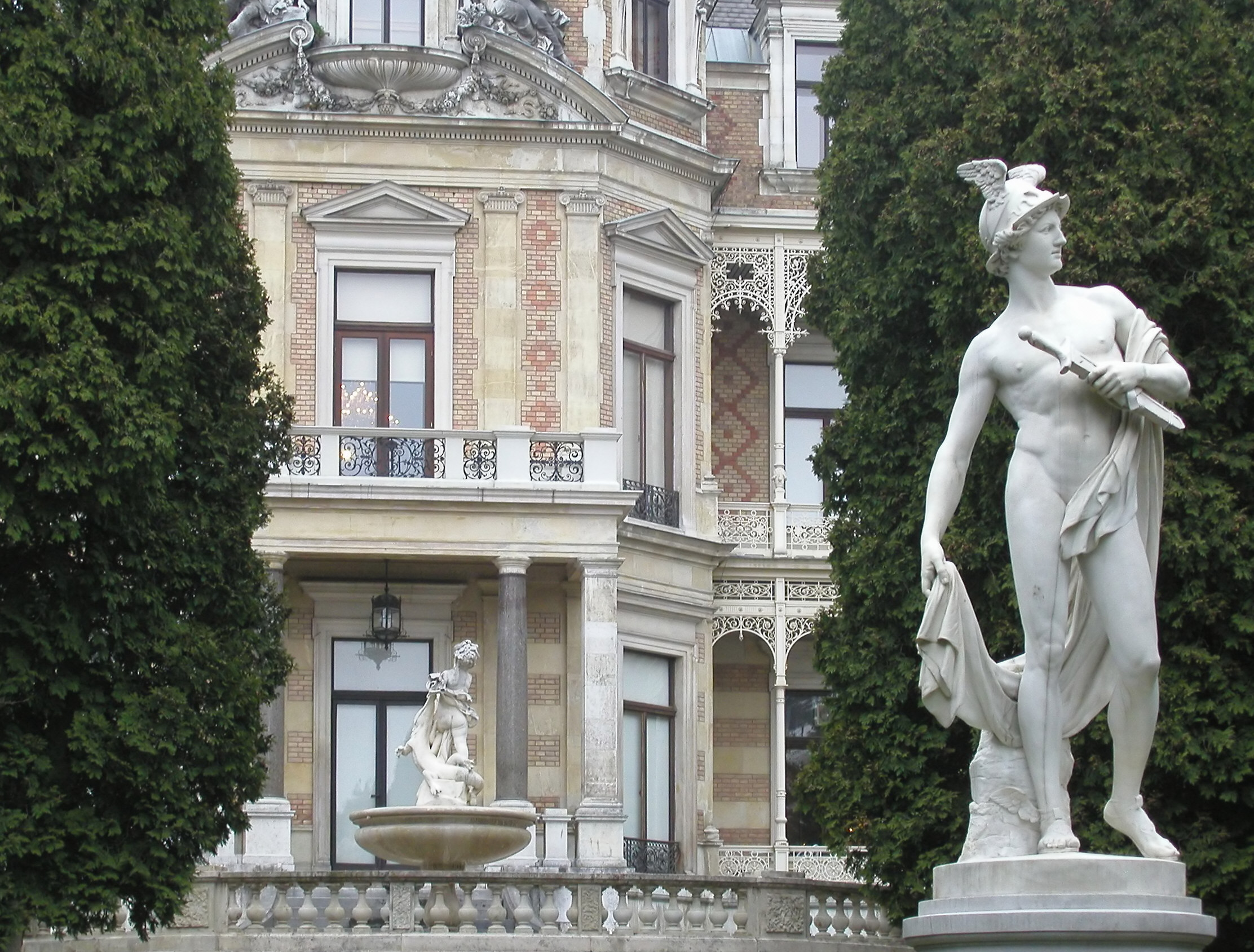
Hermes der Wächter, de Ernst Herter.

Construido entre 1882 y 1886 por el arquitecto Carl von Hasenauer, el nombre original del palacio fue Villa Waldruh hasta que, en 1885, tras haber encargado la emperatriz la escultura Hermes der Wächter (Hermes, el guardia), se decide cambiarlo por su nombre actual.
El decorado interior incluye murales de Hans Makart y Gustav Klimt.